# Тахтановка
Тахтановка — упразднённое село в Славгородском районе Алтайского края. Упразднено в 1956 г.

## География
Располагалось в 6 км к северо-востоку от села Семёновка.

## История
Основано в 1906 г. В 1928 г. посёлок Тахтановка состоял из 36 хозяйств, в составе Кетавегачского сельсовета Славгородского района Славгородского округа Сибирского края
.

## Население
В 1928 году в посёлке проживало 175 человек (82 мужчины и 93 женщины), основное население — украинцы.